# Rhombophryne coudreaui
Rhombophryne coudreaui är en groddjursart som först beskrevs av Angel 1938.  Rhombophryne coudreaui ingår i släktet Rhombophryne och familjen Microhylidae. IUCN kategoriserar arten globalt som sårbar. Inga underarter finns listade i Catalogue of Life.